# 俞時歆
俞時歆（1516年—？），字伯駿，浙江紹興府新昌縣人，民籍，明朝政治人物。

## 生平
嘉靖十六年（1537年）丁酉科浙江鄉試第七十八名舉人。嘉靖二十三年（1544年）中式甲辰科會試第二百九十九名，登第三甲第三十八名進士。授福建政和知縣，移建云根书院于黄熊山半天堂之右，建朱子祠。

## 家族
曾祖俞鐸，左布政使、進階正奉大夫正治卿；祖父俞溥，贈監察御史；父俞柔，推官。母潘氏。具庆下。弟時叙、時若。